# Valentina Fernández Vargas
Valentina Fernández Vargas (Alicante, 1948-Madrid, 2018) fue una socióloga, académica e investigadora española. Se especializó en estudios de demografía y sociología histórica con perspectiva de género. En 1976, se convirtió en una de las primeras mujeres en dirigir un instituto de investigación del Consejo Superior de Investigaciones Científicas (CSIC).

## Trayectoria
Cursó estudios de Filosofía y Letras y se doctoró por la Universidad Central de Madrid en 1968, con una tesis sobre la estructura demoeconómica de la ciudad de León en la segunda mitad del siglo XVI según los repartimientos para repartir alcabalas al por menor. En 1971, se convirtió en profesora investigadora en el CSIC, y en 1976 en directora del Instituto Jaime Balmes en Barcelona, siendo una de las primeras mujeres en dirigir un instituto del CSIC.
En la década de 1990, comenzó a realizar investigaciones sobre la guerra, la paz y los derechos humanos, abriendo nuevas perspectivas en los estudios sobre las fuerzas armadas, y aplicando sus análisis tanto a la documentación de archivo como a la historia oral, siempre con perspectiva de género. Además, en 2002, participó en la creación de la Unidad de Mujeres y Ciencia del CSIC, perteneció a la Fundación Isonomía de la Universidad de Alicante, al Observatorio para la Violencia de Género de la Universidad de Santiago de Compostela y a la Asociación GENET-Red de Estudios de Género.Entre 1995 y 2011 fue profesora honoraria en el Máster y Doctorado de Historia Contemporánea de la Universidad Autónoma de Madrid.

## Reconocimientos
En 1999, fue distinguida con la Cruz al mérito militar con distintivo blanco. En 2010 fue la primera civil en recibir el premio “Soldado Idoia Rodríguez, mujer en las Fuerzas Armadas” como reconocimiento a su “larga trayectoria dedicada a la investigación y difusión de cuestiones de género y Fuerzas Armadas, y su apoyo académico a la igualdad y los derechos de la mujer militar en España”. Fue miembro también de la Real Academia de Historia.
En 2020, Fernández fue incluida dentro del proyecto “Mujeres Investigadoras en los Archivos Estatales (1900-1970)” para la descripción archivística y creación de un micrositio específico en el Portal de Archivos Españoles (PARES), desarrollado entre 2020-2023. Este proyecto ha sido impulsado por la Subdirección General de Archivos Estatales, con el objetivo visibilizar la labor de investigación realizada en España por las mujeres en el intervalo 1900-1970 partiendo de los registros documentales que se conservan en los Archivos de Gestión de los AAEE del Ministerio de Cultura (el Archivo Histórico Nacional, el Archivo de la Corona de Aragón, el Archivo General de Simancas, el Archivo General de Indias, el Archivo de la Real Chancillería de Valladolid, el Archivo General de la Administración y el Centro de Información Documental de Archivos).

## Obra
- La resistencia interior en la España de Franco (1981)
- La desigualdad ante la muerte. Presentación de una investigación sobre Madrid (1983)
- Mujer y régimen jurídico en el Antiguo Régimen: una realidad disociada (1986)
- La población española en el siglo XVII (1989)
- El niño y el joven en España (siglos XVIII-XX): aproximación teórica y cuantitativa (1989)
- Las militares españolas: un nuevo grupo profesional (1997)
- Las mujeres y los ejércitos (1998)
- Mujer y fuerzas armadas (1991)
- Las Científicas del CSIC; una primera aproximación (2002)
- Memorias no vividas: Madrid qué bien resiste (2002)
- Profesionalización de las fuerzas armadas, servicio militar y objeción de conciencia (2003)
- Sangre o dinero: el mito del ejército nacional (2004)
- El Madrid Militar: vol. II El ejército en Madrid y su territorio (1813-1931) (coord., 2006)
- El Madrid de las mujeres: Avances hacia la visibilidad (1833-1931) (coord., 2007)
- La cultura de la defensa y la paz en España desde una perspectiva de género (2011)
- El trabajo de las Fuerzas Armadas Españolas y la Cultura de la Defensa (2014)